# جورج جفریس، اولین بارون جفریس
جورج جفریس، اولین بارون جفریس (انگلیسی: George Jeffreys, 1st Baron Jeffreys; ۸ مارس ۱۸۷۸ – ۱۹ دسامبر ۱۹۶۰) فرد نظامی اهل بریتانیا بود. وی همچنین برندهٔ جوایزی همچون نشان حمام و نشان سلطنتی ویکتوریایی شده‌است.